# Rudolf Masárek
Rudolf Masárek znany również jako „Rudi” (ur. 10 września 1913 w Pradze, zm. 2 sierpnia 1943 w Treblince) – czechosłowacki przedsiębiorca z branży tekstylnej pochodzenia żydowskiego. Wskazywany jako jednej z liderów powstania w Treblince.

## Życiorys
Pochodził z zamożnej, żydowskiej rodziny krawieckiej. Jego rodzicami byli Morič i Ida Masárek. Miał dwie młodsze siostry. W 1931 roku przejął po zmarłym ojcu firmę Egerer & Masarek w Pradze, która specjalizowała się w produkcji krawatów i fularów. Odbył również pełnoetatową służbę wojskową i został porucznikiem rezerwy armii czechosłowackiej. 
W 1939 roku znalazł się na terenach okupowanego przez III Rzeszę Protektoratu Czech i Moraw i jako osoba pochodzenia żydowskiego został pozbawiony majątku. 10 sierpnia 1942 roku wraz ze swoją żoną Gizelą (ur. 1923), będącą w zaawansowanej ciąży, został osadzony getcie na terenie obozu koncentracyjnego Theresienstadt w Terezinie. 19 września 1942 znalazł się wraz z żoną w transporcie, który wyjechał z 
Theresienstadt do obozu zagłady w Treblince, gdzie dotarł dwa dni później. Jego żona zginęła zaraz po przybyciu do obozu, zaś on sam prawdopodobnie dzięki aryjskiemu wyglądowi przeszedł selekcję i został skierowany do pracy przy sortowaniu odzieży.
Z relacji ocalałych więźniów wynika, iż Masárek w obozie ubierał się elegancko i taki ubiór dobierał także innym czeskim więźniom. Dzięki ubiorowi zarówno Masárek jak i inni czescy więźniowie wyróżniali się na tle innych więźniów i dzięki temu byli lepiej traktowani przez Niemców. W obozie, Masárek miał również zostać błędnie uznany za krewnego prezydenta Czechosłowacji Tomáša Masaryka.
Masárek był w obozie nieformalnym liderem czeskich krawców. Działał również w obozowej konspiracji. Wskazywany jest również w niektórych źródłach jako jeden z liderów powstania z sierpnia 1943 roku. Przyjmuje się, że zginął 2 sierpnia 1943 roku w trakcie powstania w obozie. Według relacji Jechiela Rajchmana miał jednak zginąć w nieznanych okolicznościach już po ucieczce z obozu. 